# Polymetme corythaeola
Polymetme corythaeola és una espècie de peix pertanyent a la família Phosichthyidae.

## Descripció
- Pot arribar a fer 26 cm de llargària màxima.
- 10-14 radis tous a l'aleta dorsal i 27-34 a l'anal.
- 43-45 vèrtebres.
- Dors fosc amb els flancs platejats.
- Té un pigment negre als radis exteriors de l'aleta caudal.
- Dues fileres de fotòfors al cos.
- 15-17 fotòfors per damunt de l'aleta anal.[6][7][8][9]

## Depredadors
Als Estats Units és depredat per Merluccius albidus.

## Hàbitat
És un peix marí i bentopelàgic (a les muntanyes submarines i els talussos continentals i insulars) que viu entre 165 i 800 m de fondària (normalment, entre 300 i 500) i entre les latituds 66°N-48°S, 180°W-180°E. Probablement, no fa migracions verticals diàries.

## Distribució geogràfica
Es troba des del golf d'Aden i l'Àfrica oriental fins al Japó i el mar de Tasmània. També és present a l'Atlàntic i el Pacífic oriental.

## Observacions
És inofensiu per als humans.